# Filmes de 1959 da Allied Artists Pictures

## Filmes do ano
| Título Original             | Título no Brasil             | Estrelado por     | Dirigido por                 | Gênero            |
| --------------------------- | ---------------------------- | ----------------- | ---------------------------- | ----------------- |
| Al Capone                   | Al Capone                    | Rod Steiger       | Richard Wilson               | Policial          |
| Arson for Hire              | Incendiários às Soltas       | Steve Brodie      | Thor Brooks                  | Policial          |
| The Atomic Submarine        | O Submarino Atômico          | Arthur Franz      | Spencer Gordon Bennett       | Ficção Científica |
| The Bat                     | Nas Garras do Morcego        | Vincent Price     | Crane Wilbur                 | Mistério          |
| Battle Flame                | Aqui Tombaram os Bravos      | Scott Brady       | R. G. Springsteen            | Guerra            |
| The Big Circus              | O Grande Circo               | Victor Mature     | Joseph M. Newman             | Aventura          |
| The Cosmic Man              | O Monstro da Era Atômica     | Bruce Bennett     | Herbert Greene               | Ficção Científica |
| Crime and Punishment U.S.A. | Confidências de Um Assassino | George Hamilton   | Denis Sanders                | Policial          |
| Face of Fire                | Marcado pela Vida            | Cameron Mitchell  | Albert Band                  | Drama             |
| The Giant Behemoth          | O Monstro Submarino          | Gene Evans        | Douglas Hickox Eugene Lourie | Ficção Científica |
| House of Intrigue           | Londres Chama Polo Norte     | Curt Jurgens      | Duilio Coletti               | Espionagem        |
| House on Haunted Hill       | A Casa dos Maus Espíritos    | Vincent Price     | William Castle               | Terror            |
| King of the Wild Stallions  | Fúria Negra                  | George Montgomery | R. G. Springsteen            | Faroeste          |
| The Rebel Set               |                              | Gregg Palmer      | Gene Fowler, Jr.             | Policial          |
| Speed Crazy                 | A Corrida da Morte           | Brett Halsey      | William Hole Jr.             | Policial          |
| Surrender-Hell!             | Os Heróis Não Se Rendem      | Keith Andes       | John Barnwell                | Guerra            |
| Web of Evidence             | Algemas Quebradas            | Van Johnson       | Jack Cardiff                 | Mistério          |

## Galeria

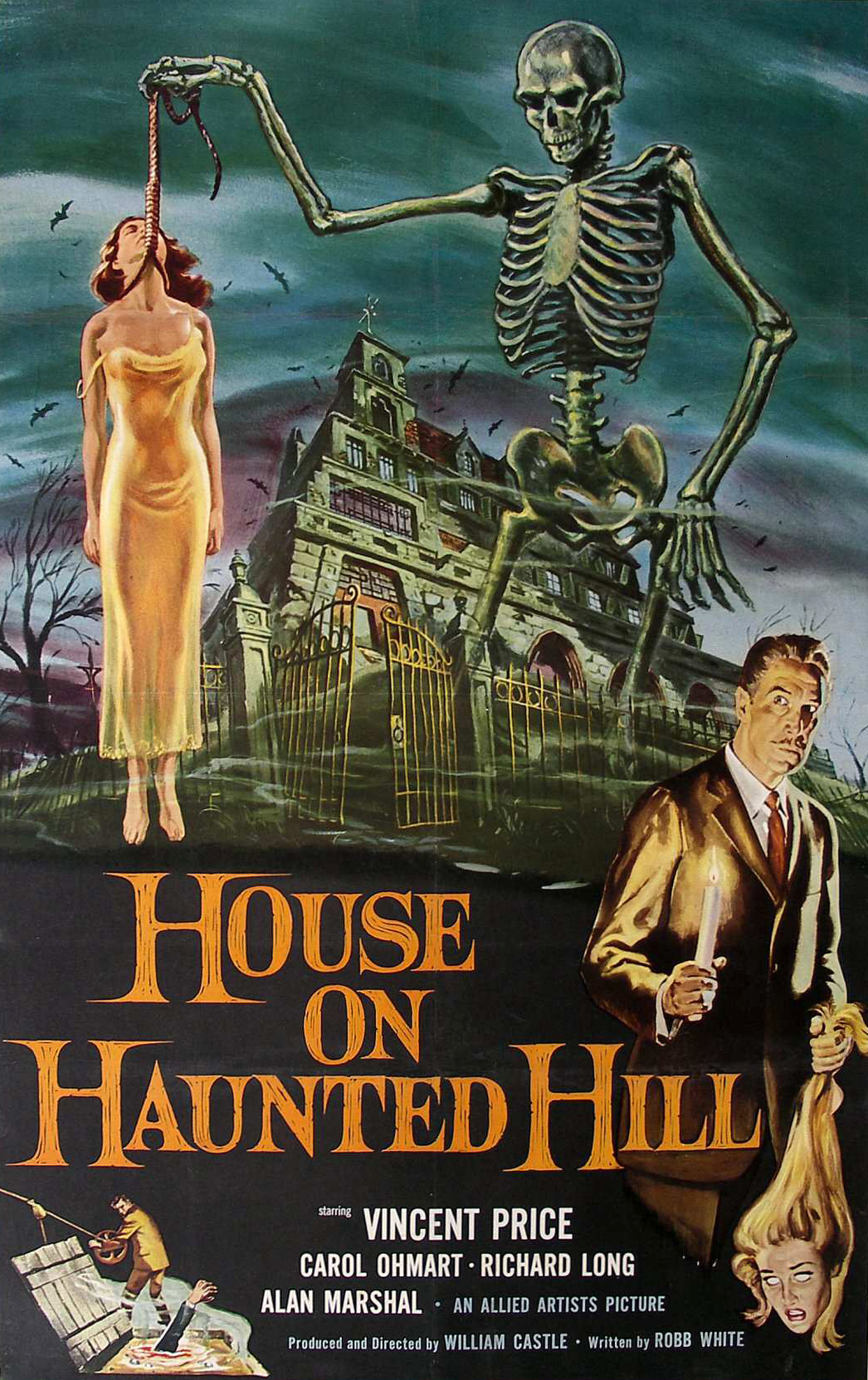
Cartaz de House on Haunted Hill
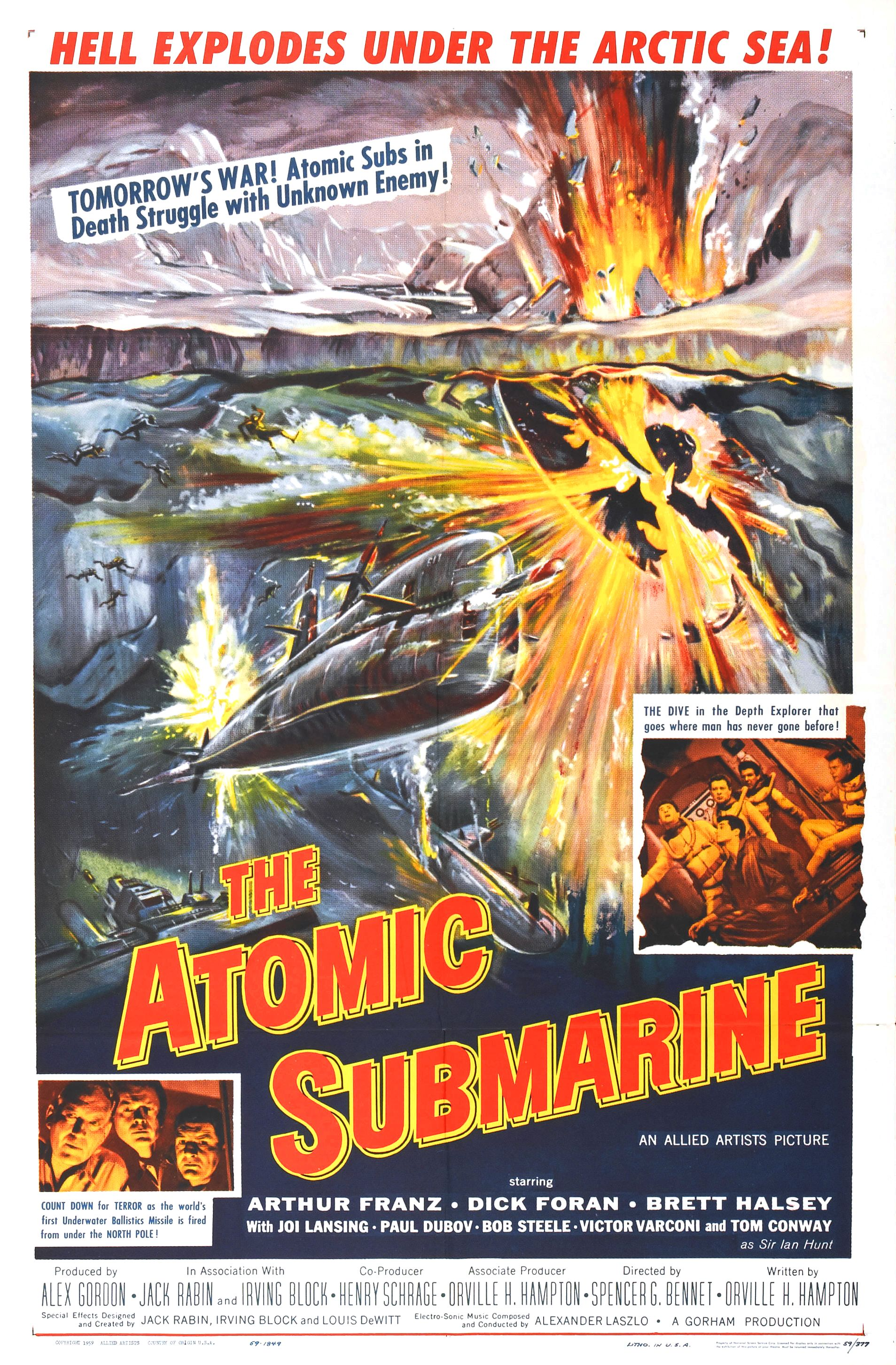
Cartaz de The Atomic Submarine
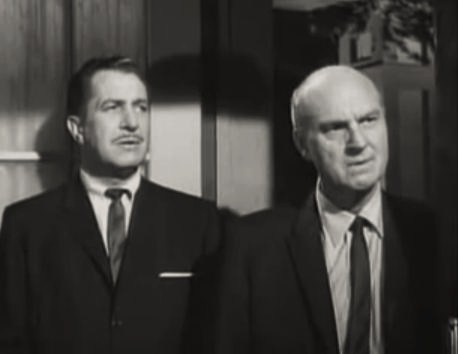
Vincent Price e Gavin Gordon em cena de The Bat
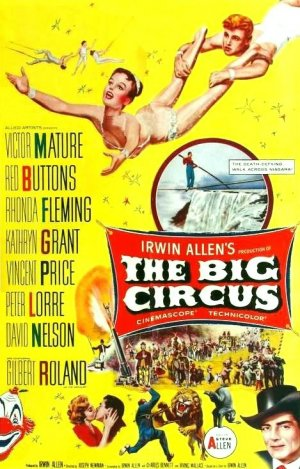
Cartaz de The Big Circus
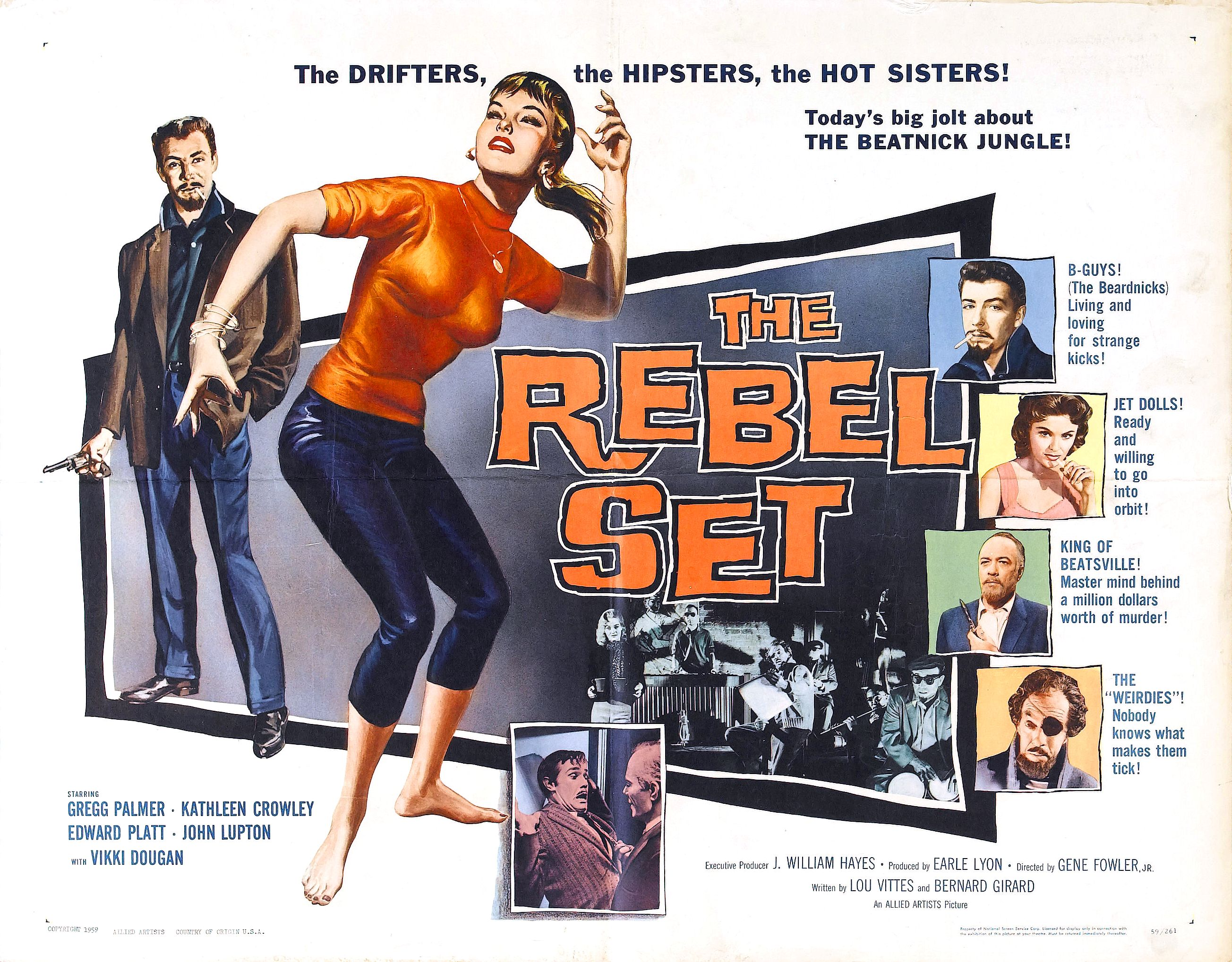
Cartaz de The Rebel Set, que versava sobre os beatnicks. O filme não chegou a ser exibido no Brasil